# Pere de Boïl i d'Aragó
Pere de Boïl i d'Aragó (? - Esglésies, 1323) fou un noble valencià fill de Guerau de Boïl i Foces i de Sança d'Aragó, fou el primer senyor de Manises. Serví com a majordom i tresorer reial a Jaume el Just de 1302 a 1306, i després com a mestre racional de València. Acudí com a ambaixador a Nàpols el 1308 i el 1318 per a negociar-hi la pau entre el Regne de Sicília i el Regne de Nàpols, i en 1311-12 assistí al Concili de Viena, juntament amb els cancellers Pere de Queralt i d'Anglesola i, Guillem Olomar, hi assistí per defensar els interessos de la corona en l'afer de l'abolició de l'orde del Temple i el traspàs dels seus béns. També fou ambaixador davant la República de Venècia.
Casat amb Altadona Della Scala, filla del senyor de Verona, hi va tenir nou fills: Maria de Boïl, Felip de Boïl i de la Scala, Damiata de Boïl, Joan de Boïl, Berenguer de Boïl, Venècia de Boïl, Sibil·la de Boïl, Ramon I de Boïl i Beatriu de Boïl. Va costejar les despeses de la construcció de l'Aula Capitular del Convent de Sant Doménec (València).
Va morir el 1323 en el setge d'Esglésies, durant la campanya de la conquesta aragonesa de Sardenya, a la qual havia anat acompanyat pels seus fills Felip i Ramon. El seu patrimoni es repartí entre els seus fills Felip, que va heretar el senyoriu de Manises; Joan, els senyorius de Mislata i Benilloba; Berenguer, la baronia de Borriol, i Ramon, els senyorius de Boïl i d'Albalat.